# Rudolf Kinsky von Wchinitz und Tettau
Rudolf, VI principe Kinsky von Wchinitz und Tettau (de: Rudolf Josef Anton Ferdinand Franz Leonhard Wilhelm Guido 6. Fürst Kinsky von Wchinitz und Tettau; Praga, 30 marzo 1802 – Linz, 27 gennaio 1836), fu il VI Principe Kinsky von Wchinitz und Tettau.

## Infanzia
Rudolf nacque a Praga nel regno di Boemia come il maggiore dei due figli maschi di Ferdinand, V Principe Kinsky von Wchinitz und Tettau e della Baronessa Maria Charlotte von Kerpen. Diventò principe all'età di 9 anni, in seguito alla morte del padre nel 1812.

## Matrimonio e figli
Rudolf sposò il 12 maggio 1825 a Praga la Contessa Wilhelmine Elisabeth von Colloredo-Mannsfeld (1804–1871), unica figlia femmina del conte Hieronymus von Colloredo-Mansfeld e di sua moglie, la contessa Wilhelmine von Waldstein.
Ebbero tre figli:
- Contessa Marie Karoline Kinsky von Wchinitz und Tettau (22 settembre 1832 – 29 dicembre 1904), sposò nel 1850 Theodor, Conte von Thun und Hohenstein; ebbe figli.
- Ferdinand Bonaventura, VII Principe Kinsky von Wchinitz und Tettau (22 ottobre 1834 –  2 gennaio 1904), sposò nel 1856 la Principessa Maria Josepha del Liechtenstein; ebbe figli.
- Contessa Rudolphine Karoline Kinsky von Wchinitz und Tettau (26 giugno 1836 – 25 novembre 1899), sposò nel 1857 il Conte Franz Alexander Ernst Noyel von Bellegarde; ebbe figli.

La Rudolfův kámen nella Svizzera boema a Jetřichovice è stata chiamata in suo onore. Fu proprietario del castello di Choceň dal 1824 fino alla sua morte nel 1836, fu succeduto dal suo unico figlio maschio Ferdinand Bonaventura.

## Ascendenza
|                                            |                                   |                                                                | Genitori                                                  |  |  | Nonni |  |  | Bisnonni                                             |  |  | Trisnonni                             |  |
|                                            |                                   |                                                                |                                                           |  |  |       |  |  | Franz de Paula Ulrich Kinsky von Wchinitz und Tettau |  |  | Philip Kinsky von Wchinitz und Tettau |  |
|                                            |                                   |                                                                |                                                           |  |  |       |  |  | Franz de Paula Ulrich Kinsky von Wchinitz und Tettau |  |  | Philip Kinsky von Wchinitz und Tettau |  |
|                                            |                                   | Marie Karolina Borita von Martinic                             |                                                           |  |  |       |  |  | Franz de Paula Ulrich Kinsky von Wchinitz und Tettau |  |  |                                       |  |
| Joseph Kinsky von Wchinitz und Tettau      |                                   |                                                                |                                                           |  |  |       |  |  | Franz de Paula Ulrich Kinsky von Wchinitz und Tettau |  |  |                                       |  |
|                                            |                                   | Maria Sidonia Teresa di Hohenzollern-Hechingen                 | Ermanno Federico di Hohenzollern-Hechingen                |  |  |       |  |  |                                                      |  |  |                                       |  |
|                                            |                                   | Maria Sidonia Teresa di Hohenzollern-Hechingen                 | Ermanno Federico di Hohenzollern-Hechingen                |  |  |       |  |  |                                                      |  |  |                                       |  |
|                                            |                                   | Maria Sidonia Teresa di Hohenzollern-Hechingen                 | Giuseppa di Oettingen-Spielberg                           |  |  |       |  |  |                                                      |  |  |                                       |  |
| Ferdinand Kinsky von Wchinitz und Tettau   |                                   | Maria Sidonia Teresa di Hohenzollern-Hechingen                 |                                                           |  |  |       |  |  |                                                      |  |  |                                       |  |
|                                            |                                   | Ferdinand Bonaventura II von Harrach zu Rohrau und Thannhausen | Aloys Thomas Raimund von Harrach zu Rohrau und Thannausen |  |  |       |  |  |                                                      |  |  |                                       |  |
|                                            |                                   | Ferdinand Bonaventura II von Harrach zu Rohrau und Thannhausen | Aloys Thomas Raimund von Harrach zu Rohrau und Thannausen |  |  |       |  |  |                                                      |  |  |                                       |  |
|                                            |                                   | Ferdinand Bonaventura II von Harrach zu Rohrau und Thannhausen | Anna Cäcilia von Thannhausen                              |  |  |       |  |  |                                                      |  |  |                                       |  |
| Rosa von Harrach zu Rohrau und Thannhausen |                                   | Ferdinand Bonaventura II von Harrach zu Rohrau und Thannhausen |                                                           |  |  |       |  |  |                                                      |  |  |                                       |  |
|                                            |                                   | Maria Rosa von Harrach zu Rohrau und Thannausen                | Friedrich August von Harrach zu Rohrau und Thannausen     |  |  |       |  |  |                                                      |  |  |                                       |  |
|                                            |                                   | Maria Rosa von Harrach zu Rohrau und Thannausen                | Friedrich August von Harrach zu Rohrau und Thannausen     |  |  |       |  |  |                                                      |  |  |                                       |  |
|                                            |                                   | Maria Rosa von Harrach zu Rohrau und Thannausen                | Maria Eleonora del Liechtenstein                          |  |  |       |  |  |                                                      |  |  |                                       |  |
| Rudolf Kinsky von Wchinitz und Tettau      |                                   | Maria Rosa von Harrach zu Rohrau und Thannausen                |                                                           |  |  |       |  |  |                                                      |  |  |                                       |  |
|                                            | Lothar Franz Christoph von Kerpen | Johann Ferdinand von Kerpen                                    |                                                           |  |  |       |  |  |                                                      |  |  |                                       |  |
|                                            | Lothar Franz Christoph von Kerpen | Johann Ferdinand von Kerpen                                    |                                                           |  |  |       |  |  |                                                      |  |  |                                       |  |
|                                            | Lothar Franz Christoph von Kerpen | Maria Agnes Spies von Bellesheim                               |                                                           |  |  |       |  |  |                                                      |  |  |                                       |  |
| Franz Georg Josef Anselm von Kerpen        | Lothar Franz Christoph von Kerpen |                                                                |                                                           |  |  |       |  |  |                                                      |  |  |                                       |  |
|                                            |                                   | Maria Charlotte Josephine Mohr von Wald                        | Lothar Ferdinand Mohr von Wald                            |  |  |       |  |  |                                                      |  |  |                                       |  |
|                                            |                                   | Maria Charlotte Josephine Mohr von Wald                        | Lothar Ferdinand Mohr von Wald                            |  |  |       |  |  |                                                      |  |  |                                       |  |
|                                            |                                   | Maria Charlotte Josephine Mohr von Wald                        | Maria Laura von Warsberg                                  |  |  |       |  |  |                                                      |  |  |                                       |  |
| Maria Charlotte von Kerpen                 |                                   | Maria Charlotte Josephine Mohr von Wald                        |                                                           |  |  |       |  |  |                                                      |  |  |                                       |  |
|                                            |                                   | Marquard Eustach Philipp von Hornstein-Göffingen               | Franz Marquard von Hornstein-Göffingen                    |  |  |       |  |  |                                                      |  |  |                                       |  |
|                                            |                                   | Marquard Eustach Philipp von Hornstein-Göffingen               | Franz Marquard von Hornstein-Göffingen                    |  |  |       |  |  |                                                      |  |  |                                       |  |
|                                            |                                   | Marquard Eustach Philipp von Hornstein-Göffingen               | Anna Maria von Sickingen-Hohenburg                        |  |  |       |  |  |                                                      |  |  |                                       |  |
| Maria Antonia von Hornstein-Goeffingen     |                                   | Marquard Eustach Philipp von Hornstein-Göffingen               |                                                           |  |  |       |  |  |                                                      |  |  |                                       |  |
|                                            |                                   | Walburga Maria Anna Schertel von Burtenbach                    | Marquard Eusebius Schertel von Burtenbach                 |  |  |       |  |  |                                                      |  |  |                                       |  |
|                                            |                                   | Walburga Maria Anna Schertel von Burtenbach                    | Marquard Eusebius Schertel von Burtenbach                 |  |  |       |  |  |                                                      |  |  |                                       |  |
|                                            |                                   | Walburga Maria Anna Schertel von Burtenbach                    | Marie Antonie von Rechberg auf Hohenrechberg              |  |  |       |  |  |                                                      |  |  |                                       |  |
|                                            |                                   | Walburga Maria Anna Schertel von Burtenbach                    |                                                           |  |  |       |  |  |                                                      |  |  |                                       |  |

## Fonte
- Genealogics - Leo van de Pas - Rudolf, 6.Fürst Kinsky von Wchinitz und Tettau, su genealogics.org.
- Almanach de Gotha, Reference: 1874 150
- Genealogisches Handbuch des Adels, Fürstliche Häuser, Reference: